# Sargocentron wilhelmi
Sargocentron wilhelmi är en fiskart som först beskrevs av De Buen, 1963.  Sargocentron wilhelmi ingår i släktet Sargocentron och familjen Holocentridae. Inga underarter finns listade i Catalogue of Life.